# 沙赫喬爾斯科耶 (盧甘斯克州)
48°02′59″N 39°33′10″E / 48.04972°N 39.55278°E
沙赫乔尔斯科耶（俄语：Шахтёрское），或按乌克兰语译作沙赫塔爾斯凱（羅馬化：Shakhtarske），是烏克蘭盧甘斯克州多夫然斯克区多夫然斯克市鎮的鎮。
該鎮始建於1938年，2011年人口為3626人，自2014年起由卢甘斯克人民共和国實際控制。

## 人口統計
根據 2001年烏克蘭人口普查，鎮民人口為4149人，他們的母語分配如下：
- 乌克兰语：7.1%
- 俄语：92.8%
- 其他：0.1%